# Sam the Kid
Sam the Kid, de son vrai nom Samuel Martins Torres Santiago Mira, né le 17 juillet 1979 à Chelas, Lisbonne est un chanteur, musicien, rappeur et producteur de hip-hop portugais.

## Biographie
Samuel Martins Torres Santiago Mira est né le 17 juillet 1979 à Chelas, Lisbonne. Révélé en 2001 durant la croissance du hip-hop tuga,, Sam the Kid (StK) est un des artistes les plus influents du hip-hop portugais, étant considéré comme l'un de ceux qui manient le plus l'art de la plume et de la prose dans la langue de Camões.
Même s'il est plutôt méconnu jusqu'en 2001, Sam the Kid est déjà auparavant un de responsables pour les prouesses d'autres groupes comme Mind da Gap, Bullet, Chullage, Micro e Valete, entre autres. Son premier album, Entre(tanto), était disponible depuis 1999, mais seulement en 2001, et en grande partie à cause de son disque instrumental Beats Vol 1: Amor, le nom de Sam the Kid commence à être connu par la population portugaise.

## Discographie
- 1999 : Entre(tanto)
- 2001 : Sobre(tudo)
- 2002 : Beats Vol 1: Amor
- 2004 : Sobre(tudo) (Special Edition)
- 2006 : Pratica(mente)